# Cerococcus stellatus
Cerococcus stellatus är en insektsart som först beskrevs av William Miles Maskell 1897.  Cerococcus stellatus ingår i släktet Cerococcus och familjen Cerococcidae. Inga underarter finns listade i Catalogue of Life.